# Диллон, Питер
Питер Диллон (англ. Peter Dillon; 15 июня 1788, Мартиника, Франция, — 9 февраля 1847, Париж, Франция) — мореплаватель, обнаруживший следы пропавшей экспедиции Лаперуза.

## Биография
Питер Диллон был сыном ирландского эмигранта, которого тоже звали Питер Диллон. О молодых годах Диллона известно лишь с его слов: он утверждал, что служил в британском флоте и участвовал в Трафальгарском сражении, потом покинул флот, отправился в Калькутту и стал торговать в Южных морях.
В 1826 году Питер Диллон по пути на Фиджи оказался на острове Тикопиа, входящем в архипелаг Санта-Крус. Там он купил у туземцев гарду от эфеса шпаги, на которой был выгравирован герб, похожий на герб Лаперуза. Из расспросов местных жителей Диллон выяснил, что в последние годы те рыбаки, что плавали к атоллу Ваникоро, привозили серебряные ложки, топоры, чайные чашки и т. п. Жители Ваникоро, продавая свои сокровища, рассказывали, что эти вещи были взяты с двух французских кораблей, которые когда-то, очень давно, сели на мель у их берегов. Так как Диллона ждали судовладельцы, он не мог сразу отправиться на Ваникоро.
По прибытии в Индию Диллон рассказал обо всём, что слышал, продемонстрировал гарду шпаги и обратился к Ост-Индской компании с просьбой послать его на место предполагаемого кораблекрушения. Просьба его была удовлетворена, ему было дано под командование судно «Поиск», и в январе 1827 года он отплыл из Индии к Ваникоро; на борту находился официальный представитель Франции Эжен Шеньо. 7 июля он подошёл к острову, и, потратив много времени, сумел войти в доверие к туземцам и выяснить у них, что случилось с кораблями. Из рассказов выходило, что один из кораблей разбился о рифы, и так как его команда стреляла по туземцам, то туземцы перебили всех моряков; другой корабль выбросило на песчаный пляж, его команда вела себя дружелюбно, обменивалась с туземцами подарками, построила из обломков лодку и уплыла в море. На дне моря недалеко от берегов Ваникоро Диллон обнаружил бронзовые пушки и корабельный колокол, на котором можно было разобрать надпись «Меня отлил Базен, Брест 1785». Туземцы продали Диллону дощечку с вырезанной на ней королевской лилией, подсвечник с гербом (это был, как потом узнали, герб Колильона, одного из натуралистов Лаперуза) и другие мелкие предметы, которые заносились в подробную опись, составленную в присутствии Шеньо.
В апреле 1828 года капитан Диллон прибыл в Калькутту. Там его ждало поручение: лично доставить собранные предметы королю Франции. В феврале 1829 года он прибыл в Париж. Бартоломи де Лессепс, единственный живой участник экспедиции Лаперуза (он покинул экспедицию в Петропавловске-Камчатском и по суше проехал через Сибирь до Санкт-Петербурга, чтобы привезти отчёт экспедиции), подтвердил, что привезённые Диллоном вещи — это действительно вещи с кораблей экспедиции Лаперуза. Король Карл X пожаловал Диллону орден Почётного легиона, назначил 10.000 франков в качестве вознаграждения и 4.000 франков пожизненной пенсии.
Питер Диллон умер в Париже 9 февраля 1847 года.